# Shaquille Pinas
Shaquille Pinas (Rotterdam, 19 maart 1998) is een Nederlands-Surinaams voetballer die als verdediger speelt. Pinas staat onder contract bij het Zweedse Hammarby IF.

## Carrière
Pinas speelde in de jeugdopleidingen van SC Feyenoord, Feyenoord, ADO Den Haag, Alphense Boys en FC Dordrecht. Hij maakte op 20 januari 2017 zijn debuut in het betaald voetbal. Hij won die dag met FC Dordrecht met 3–0 thuis tegen Jong FC Utrecht. Hij verruilde ADO Den Haag in de zomer van 2021 voor PFK Ludogorets.
In februari 2021 werd hij opgeroepen voor het Surinaamse nationale elftal. door bondscoach Dean Gorré.

## Clubstatistieken
| Seizoen | Club         | Competitie     | Competitie | Competitie | Beker | Beker | Internationaal | Internationaal | Totaal | Totaal |
| Seizoen | Club         | Competitie     | Wed.       | Dlp.       | Wed.  | Dlp.  | Wed.           | Dlp.           | Wed.   | Dlp.   |
| ------- | ------------ | -------------- | ---------- | ---------- | ----- | ----- | -------------- | -------------- | ------ | ------ |
| 2016/17 | FC Dordrecht | Eerste divisie | 4          | 0          | 0     | 0     | —              | —              | 4      | 0      |
| 2017/18 | ADO Den Haag | Eredivisie     | 5          | 0          | 0     | 0     | —              | —              | 5      | 0      |
| 2018/19 | ADO Den Haag | Eredivisie     | 18         | 0          | 0     | 0     | —              | —              | 18     | 0      |
| 2019/20 | ADO Den Haag | Eredivisie     | 25         | 3          | 0     | 0     | —              | —              | 25     | 3      |
| 2020/21 | ADO Den Haag | Eredivisie     | 27         | 3          | 0     | 0     | —              | —              | 27     | 3      |
| 2021/22 | Loedogorets  | Parva Liga     | 16         | 0          | 2     | 0     | —              | —              | 18     | 0      |
| 2022    | Hammarby     | Allsvenskan    | 14         | 0          | 5     | 1     | 5              | 0              | 24     | 1      |
| 2023    | Hammarby     | Allsvenskan    | 13         | 0          | 5     | 1     | —              | —              | 18     | 1      |
| Totaal  | Totaal       | Totaal         | 122        | 6          | 12    | 2     | 5              | 0              | 139    | 8      |

Bijgewerkt t/m 22 juni 2023.